# Internationales Forum der Katholischen Aktion
Das Internationale Forum der Katholischen Aktion (en.: International Forum Catholic Action, Abkürzung: IFCA, fr.: Forum International Action Catholique, Abkürzung FIAC, offizielle Abkürzung: FIAC/IFAC) ist eine Vereinigung von Gläubigen in der römisch-katholischen Kirche. Das Forum wurde 1991 auf Initiative mehrerer internationaler Vereinigungen der katholischen Aktion gegründet. 1995 erhielt es vom Heiligen Stuhl die päpstliche Anerkennung und ist weltweit in über 26 Länder vertreten.

## Geschichte
Auf Initiative der argentinischen, spanischen, maltesischen, mexikanischen und italienischen Katholischen Aktionen gründete sich nach dem Zweiten Vatikanischen Konzil das „Internationale Forum der Katholischen Aktion“ (FIAC/IFCA) zunächst in kleineren Kreisen. Einen erhöhten Zulauf erhielt das Forum nach der Veröffentlichung des nachsynodalen Apostolischen Schreibens Christifideles laici von Papst Johannes Paul II. (1978–2005), welches 1988 veröffentlicht wurde. Die Gründungsversammlung fand 1991 in Rom statt, das FIAC arbeitete von 1994 bis 2000 als Förderer von kontinentalen Begegnungen, Seminaren und Bildungswoche. Am 29. Juni 1995 erhielt das Forum das päpstliche Anerkennungsdekret durch den Päpstlichen Rat für die Laien.

## Selbstverständnis
Das Hauptaugenmerk des Forums der Katholischen Aktion liegt im gegenseitigen Kennenlernen und Verstehen der Katholischen Aktion aus den verschiedenen Ländern. Es möchte die Problembehandlungen verstärken und den Dialog, einschließlich des interreligiösen Dialogs, vertiefen. Zu diesem Zweck organisiert und unterstützt das Forum internationale Begegnungen, Kongresse und Bildungsveranstaltungen.

## Organisation und Ausweitung
Das oberste Leitungsorgan der FIAC ist die Generalversammlung, die alle drei Jahre einberufen wird. Von ihr wird das Generalsekretariat gewählt, diese repräsentiert das Forum nach außen, koordiniert die Kommunikation, ist verantwortlich für Initiativen und setzt die Entscheidungen der Generalversammlung in die Tat um.
Das Generalsekretariat wird vom Generalsekretär geleitet, ihm beigeordnet sind derzeit die Präsidenten der Katholischen Aktion von Argentinien, Burundi, Italien, Rumänien und Spanien, ein Koordinator, der Kirchliche Assistent, ein Werbefachmann für Öffentlichkeitsarbeit, ein Verwalter, ein Sekretär und je einen Assistenten für die nationalen Präsidenten.
Zum Forum zählen 12 Länder als Vollmitglieder, 10 Länder mit Beobachterstatus und 4 Länder im Kontaktbereich, die Vollmitglieder sind:
- Argentinien[2]
- Frankreich
- Italien[3]
- Luxemburg[4]
- Malta[5]
- Mexiko[6]
- Österreich[7]
- Peru[8]
- Polen[9]
- Rumänien[10]
- Schweiz[11]
- Spanien[12]

Das FIAC (it.: Forum Internazionale di Azione Cattolica) hat seinen Hauptsitz in Rom und veröffentlicht das Bulletin „Notizie“ in Italienisch, Französisch, Englisch und Spanisch.